# Berlin, symphonie d'une grande ville
Pour les articles homonymes, voir Berlin (homonymie).
Pour plus de détails, voir Fiche technique et Distribution.
Berlin, symphonie d'une grande ville (allemand : Berlin: Die Sinfonie der Großstadt) est un film allemand muet réalisé par Walther Ruttmann en 1927.

## Synopsis
La vie et le rythme d'une grande métropole, en 5 actes, de l'aube à minuit.

## Fiche technique
- Scénario : Walther Ruttmann, Karl Freund, d'après une idée de Carl Mayer
- Photographie : Reimar Kuntze, Robert Baberske (de), László Schäffer (de)
- Décor : Erich Kettelhut
- Musique : Edmund Meisel
- Producteur : Karl Freund
- Pays : Allemagne  République de Weimar

## Production
Walther Ruttmann déclare en 1928 : « Depuis que je suis venu au cinéma, j'ai toujours eu l'idée de faire quelque chose avec la matière vivante, de créer un film symphonique avec les milliers d'énergies qui composent la vie d'une grande ville. La possibilité d'une telle réalisation se présenta le jour où je rencontrai Karl Freund qui avait les mêmes idées. […] C'est étrange comme Berlin essayait d'échapper à mes efforts pour saisir avec mon objectif sa vie et son rythme. […], mais les parties les plus difficiles furent celles de la ville endormie. Il est plus facile de travailler avec du mouvement que de donner une impression de repos absolu et de calme de mort. »

## Commentaires
« Une symphonie d'impressions visuelles admirablement montée, suivant la voie et les méthodes indiquées par Dziga Vertov et ses "kinoks". »

— Georges Sadoul, Dictionnaire de films, Microcosme/Seuil

« Par le montage, jouant du rythme et des analogies visuelles, reprenant des thèmes de Cavalcanti (Rien que les heures, 1926) et des idées de Vertov, Ruttmann fait de ce documentaire sur une journée à Berlin un modèle de "symphonie de ville" et une préfiguration de L'Homme à la caméra (1929) de Dziga Vertov. »

— Dominique Noguez, Dictionnaire du cinéma, Éditions Larousse